# Censimento degli Stati Uniti d'America del 1910
Il censimento degli Stati Uniti d'America del 1910 è stato il tredicesimo censimento degli Stati Uniti d'America. Il censimento è stato condotto dall'ufficio del censimento degli Stati Uniti d'America, che ha determinato la popolazione residente negli Stati Uniti d'America e altre statistiche alla data del 15 aprile 1910. 
La popolazione è stata conteggiata in 92 228 496 unità, con un incremento del 21% rispetto al 1900.